# Jeffrey M. Friedman
Jeffrey M. Friedman (né le 20 juillet 1954) est généticien moléculaire à l'université Rockefeller de New York et chercheur à l'Institut médical Howard Hughes. Sa découverte de l'hormone leptine et de son rôle dans la régulation du poids corporel joue un rôle majeur dans le domaine de l'obésité humaine. 

## Éducation
Friedman est né à Orlando, en Floride, le 20 juillet 1954, et grandit à North Woodmere, New York (un hameau de la ville de Hempstead). Il est diplômé du lycée George W. Hewlett dans la promotion de 1971. Jeune, il aspire à devenir médecin. Il entre dans un programme médical de six ans après le lycée et obtient son doctorat en médecine à l'âge de 22 ans. Mais après une bourse d'un an dans le laboratoire de Mary Jane Kreek, il se tourne vers la recherche scientifique. « En tant que médecin, vous êtes formé pour absorber les faits qui vous sont donnés et les accepter », déclare Friedman. « La science est presque le contraire. C'est une frontière de découverte qui est toujours en mouvement. Et j'ai décidé que je voulais faire des recherches. » Friedman obtient un BS du Rensselaer Polytechnic Institute en 1973 et un diplôme de médecine du Albany Medical College en 1977 et termine une résidence médicale au Albany Medical College en 1980 . De 1980 à 1981, il est également chercheur postdoctoral au Cornell University Medical College. En 1980, Friedman rejoint l'université Rockefeller où il obtient un doctorat en 1986.

## Carrière et recherche
Friedman est nommé chercheur adjoint au Howard Hughes Medical Institute de l'université Rockefeller en 1986, promu chercheur associé en 1991 et chercheur en 1996 et reçoit la chaire Marilyn M. Simpson en 1998.
Lorsque Friedman lance son propre laboratoire à l'université Rockefeller, il tourne son attention vers la question de la régulation du poids. Travaillant avec une souche spéciale de souris, il entreprend d'identifier l'hormone que les animaux normaux utilisent pour contrôler leur appétit - une molécule qui manque chez les rongeurs dodus. Après huit ans, il trouve ce qu'il cherchait : la preuve qu'il a localisé le gène qui produit l'hormone qu'il a plus tard surnommée « leptine », d'après le mot grec signifiant « mince » (λεπτός, leptos).
De nombreuses sources de données suggèrent que l'équilibre énergétique chez les animaux et les humains est étroitement contrôlé. Avec l'identification de la leptine et de ses récepteurs par le laboratoire de Friedman, deux des composants moléculaires d'un système qui maintient un poids constant sont identifiés. La leptine est une hormone sécrétée par le tissu adipeux (gras) proportionnellement à sa masse qui module à son tour la prise alimentaire par rapport à la dépense énergétique. L'augmentation de la masse grasse augmente les niveaux de leptine, ce qui à son tour réduit le poids corporel; une diminution de la masse grasse entraîne une diminution des taux de leptine et une augmentation du poids corporel. Par ce mécanisme, le poids est maintenu dans une fourchette relativement étroite. Les défauts du gène de la leptine sont associés à une obésité sévère chez les animaux et chez les humains. La leptine agit sur des ensembles de neurones dans les centres cérébraux qui contrôlent l'équilibre énergétique. La leptine joue également un rôle général dans la régulation de nombreuses réponses physiologiques observées lors de changements dans l'état nutritionnel, avec des effets clairs sur la reproduction féminine, la fonction immunitaire et la fonction de nombreuses autres hormones, notamment l'insuline.
Friedman a publié plus de cent cinquante publications et plus de dix chapitres de livre.
Il est également impliqué dans la recherche  liée au premier modèle d'obésité  et de vieillissement d'un rat consanguin, également connu sous le nom de rats obèses WNIN/Ob développé au National Institute of Nutrition, Hyderabad, Inde.